# Virginia Gardens
Virginia Gardens es una villa ubicada en el condado de Miami-Dade en el estado estadounidense de Florida. En el Censo de 2010 tenía una población de 2.375 habitantes y una densidad poblacional de 3.108,45 personas por km².

## Geografía
Virginia Gardens se encuentra ubicada en las coordenadas 25°48′34″N 80°17′51″O / 25.80944, -80.29750. Según la Oficina del Censo de los Estados Unidos, Virginia Gardens tiene una superficie total de 0.76 km², de la cual 0.76 km² corresponden a tierra firme y (0%) 0 km² es agua.

## Demografía
Según el censo de 2010, había 2.375 personas residiendo en Virginia Gardens. La densidad de población era de 3.108,45 hab./km². De los 2.375 habitantes, Virginia Gardens estaba compuesto por el 90.65% blancos, el 2.65% eran afroamericanos, el 0.04% eran amerindios, el 1.68% eran asiáticos, el 0.04% eran isleños del Pacífico, el 2.82% eran de otras razas y el 2.11% pertenecían a dos o más razas. Del total de la población el 77.31% eran hispanos o latinos de cualquier raza.